# 蔡炳坤
蔡炳坤（1959年11月16日—），臺灣政治人物、教師，南投縣草屯鎮平林里人，畢業於臺灣省立花蓮師範專科學校，後於國立政治大學教育研究所獲得博士學位。
曾擔任國小老師、臺灣省政府教育廳督學、臺中縣文化局副局長、臺中市立臺中第一高級中等學校校長、臺北市立建國高級中學校長、臺中市副市長、文化部政務次長與慈濟教育志業體執行長、臺北市副市長等職務。

## 早期
蔡炳坤早年家境清寒，國中時就讀南投旭光國中，畢業後考取臺中一中、臺中高工、臺中商專與臺灣省立花蓮師範專科學校（今國立東華大學花師教育學院），最後選擇就讀花蓮師專。師專畢業後又考入國立政治大學教育研究所，1995年取得教育碩士，2007年取得博士學位
。
畢業後，蔡炳坤曾於南投縣永興國小與光華國小任教，隨後擔任過彰化縣立體育場幹事、南投縣立文化中心藝術組長等職務，接著進入教育界，擔任南投縣教育局督學、臺灣省教育廳督學、教育部中教司第二科長與臺中縣文化局副局長。

## 校長
2000年，臺灣省立臺中第一高級中學因精省而改制為國立臺中第一高級中學，蔡炳坤經遴選後成為該校改制國立後首任校長，也是該校首位經遴選產生遴選校長。2007年他獲得教育部所頒發的校長領導卓越獎。
2008年，臺北市立建國中學校長吳武雄提前退休，國立東石高級中學主任郭春松、中山女高教務主任簡菲莉、新莊高中校長倪靜貴與蔡炳坤等人均出馬角逐建中校長職務，最後由蔡炳坤出線，成為建國中學第一位經遴選產生的校長。
蔡炳坤在建中校長任內，首創「建中成年禮」的活動，在12月31日當天為高一全體學生舉辦典禮，也首創與兩廳院合作，使學生可憑學生證以較低的價格購票，並首次和北一女中合辦校慶舞會。

## 從政
2010年，蔡炳坤受臺中市市長胡志強任命為臺中市副市長，任內督導教育、文化與觀光等業務。2015年11月，蔡炳坤接任中華民國文化部政務次長，並於隔年卸任後，擔任慈濟教育志業體的首位執行長。
2019年3月，臺北市長柯文哲任命蔡炳坤為臺北市政府的第三位副市長，將負責督導教育、文化、社會與觀光傳播等領域，此前該職務已懸缺近三個月。
2022年7月11日，晚間與臺北市長柯文哲出席美福大飯店的台中市議會議員參訪餐敘行程，席間突然身體不適，現場緊急叫救護車將蔡炳坤送往臺北市立聯合醫院仁愛院區檢查、治療。緊急腦部電腦斷層及其他相關檢查結果呈現右側大腦大片出血合併中線偏移，隨後緊急進行開顱手術清除血塊及腦室引流並植入腦壓監測器，術後入住加護病房觀察治療。
8月11日，台大醫院加護病房主任鄭建興透露，蔡炳坤目前依舊處於重度昏迷狀態，不過瞳孔反應比之前好。10月14日，從台北仁愛醫院出院，回到台中家中休養。
2023年8月3日凌晨，蔡炳坤的臉書粉絲專頁突然更換了封面相片與大頭照，引發各界人士、網友、政治人物關注，留言「蔡副平安健康！」、「坤爸早日康復！」，前北市副發言人柯昱安、台北市議員李彥秀等人也留言祝福蔡炳坤。蔡炳坤的個人line帳號也更換了照片與背景。

## 外部連結
- 臺北市政府全球資訊網-蔡炳坤副市長簡介 （页面存档备份，存于）
- 蔡炳坤的Facebook專頁

| 前任： 蔡瑞榮 | 臺中市立臺中第一高級中等學校校長 2000年7月—2008年8月 | 繼任： 郭伯嘉 |

| 前任： 吳武雄 | 臺北市立建國高級中學校長 2008年8月—2010年12月 | 繼任： 徐建國 （代理） |